# Kreidfeuer
Kreidfeuer (von lateinisch quiritare, schreien, um Hilfe rufen, spanisch/portugiesisch gritar, italienisch gridare, englisch to cry, französisch crier schreien), manchmal auch Kreitfeuer, sind Warnfeuer, die im späten Mittelalter und in der frühen Neuzeit verwendet wurden, um das Herannahen von Gefahren zu signalisieren. Die einzelnen Stationen waren exponiert gelegene Burgen oder Berggipfel. An jedem Standort standen immer zwei Holzstöße bereit, einer mit trockenem und einer mit feuchtem Holz. Wenn eine Nachricht weitergegeben werden musste, wurde tagsüber der feuchte Holzstoß entzündet (Nachrichtenübertragung durch den aufsteigenden Rauch), nachts der trockene (Übermittlung durch den Feuerschein). Eine solche Bezeichnung von Feuersignalen als kraiden ist beispielsweise schon in der habsburgischen Landgerichtsordnung von Gries-Bozen aus dem Jahr 1487 urkundlich überliefert.
Große Systeme von Kreidfeuern wurden zur Zeit der Türkeneinfälle im Südosten Österreichs verwendet. Unter anderem waren folgende Burgen Standorte für dieses Nachrichtensystem:
- Riegersburg (Steiermark)
- Schmirnberg (Steiermark)
- Burg Gösting bei Graz (Steiermark)
- Ringkogel bei Hartberg (Steiermark)
- Wolkenstein (Steiermark)
- Neuhaus (Steiermark)
- Weitra (Niederösterreich)
- Burgruine Kollmitz (Niederösterreich)
- Burg Clam (Oberösterreich)
- Burg Klingenberg (Oberösterreich)
- Bernstein (Burgenland)
- Kapfenstein (Steiermark)

Lokal wurden Kreidfeuer auch zur Alarmierung oder Mobilmachung der Bevölkerung verwendet. So trägt ein Signalturm von Burg Hocheppan in Südtirol den Namen Kreidenturm.
Heute wird der Name Kreidfeuer vom Österreichischen Bundesheer für das Echtzeit-Luftbildsystem verwendet, welches den aktuellen Zustand des österreichischen Luftraums mit Hilfe des Radarsystems Goldhaube erfasst. Des Weiteren wird der Name für die Serie von Milizübungen des Jägerbataillons Steiermark „Erzherzog Johann“ verwendet.